# Toni Tipurić
Toni Tipurić, né le 10 septembre 1990 à Sarajevo, est un footballeur autrichien évoluant au poste de défenseur.

## Biographie
Il joue au poste de défenseur central.
Toni Tipurić  commence sa carrière pro en 2006 dans des modestes clubs de son pays d'origine. Il rejoint ensuite le Sportfreunde Siegen, en Allemagne.
Il joue ensuite en Estonie avec le Levadia Tallinn.